# Szemere Antal
Szemere Antal, Soschtak (1910 – ?) válogatott labdarúgó, jobbhátvéd.

## Pályafutása

### Klubcsapatban
A Kispest labdarúgója volt.

### A válogatottban
1933. január 29-én Portugália ellen egy alkalommal szerepelt a válogatottban. Ezt a mérkőzést a Magyar Labdarúgó-szövetség 2003-ban tette hivatalos mérkőzéssé.

## Statisztika

### Mérkőzése a válogatottban
| Magyarország | Magyarország     | Magyarország | Magyarország | Magyarország | Magyarország | Magyarország | Magyarország | Magyarország |
| #            | Dátum            | Helyszín     | Hazai        | Eredmény     | Vendég       | Kiírás       | Gólok        | Esemény      |
| ------------ | ---------------- | ------------ | ------------ | ------------ | ------------ | ------------ | ------------ | ------------ |
| 1.           | 1933. január 29. | Lisszabon    | Portugália   | 1 – 0        | Magyarország | barátságos   | -            |              |
|              | Összesen         |              |              | 1            | mérkőzés     |              | 0            | gól          |